# 第一次薩摩亞內戰
第一次薩摩亞內戰是南太平洋薩摩亞群島內敵對派系之間的衝突。這場戰爭發生在1886至1894年間，當地薩摩亞人由於支持不同的王位宣稱者而爆發內戰，德國、美國和英國亦有軍事介入。最終在1889年三國達成共識，由馬列托亞·勞佩帕（Malietoa Laupepa）成為國王。

## 背景
在國王勞佩帕被篡位和流放後，德國支持塔馬塞塞王朝 (Tupua Tamasese）的人成為薩摩亞國王（薩摩亞語︰Tafa'ifa），但是大多數薩摩亞人支持的是與其敵對的馬塔阿法·約瑟福（Mata'afa Iosefo）。德國當時正在尋求擴大他的新帝國及尋找更多商業利益，同時美國及英國也希望保護其在薩摩亞的利益，於是分別派出了三艘及一艘軍艦監視薩摩亞群島。

## 戰爭過程
1887年，德國砲擊馬塔阿法勢力所在的村莊，摧毀了當地的美國財產，這導致了緊張局勢加劇。1888年9月發生一次戰鬥，回應德軍的砲擊，馬塔阿法的戰士攻擊德軍並掠奪掠奪他們的種植園。
在整個戰爭期間，德國、美國和英國的艦船都在海上對峙，這敵對狀態被稱為「薩摩亞危機」。1889年，一個熱帶氣旋摧毀了美軍和德軍在阿皮亞港的戰船，使到這三個西方大國最終同意讓勞佩帕恢復為薩摩亞國王。

## 餘波
勞佩帕在1898年去世，群島內敵對情緒再起，第二次薩摩亞內戰爆發。 然而，由於三國在三方會議中同意分割薩摩亞群島，內戰隨即結束。西薩摩亞成為德國殖民地，其後獨立成現今的薩摩亞國，東薩摩亞成為美國屬地直至現今。